# Earl of Rothes

Wappen der Earls of Rothes

Earl of Rothes ist ein erblicher britischer Adelstitel in der Peerage of Scotland.

## Verleihung und nachgeordnete Titel
Der Titel wurde um 1457 für George Leslie, 1. Lord Leslie geschaffen. Das genaue Datum der Verleihung ist unbekannt, urkundlich gesichert ist, dass er am 20. März 1458 den Titel bereits innehatte. Zuvor war ihm bereits 1445 der Titel Lord Leslie verliehen worden. Beide Titel gehören zur Peerage of Scotland.

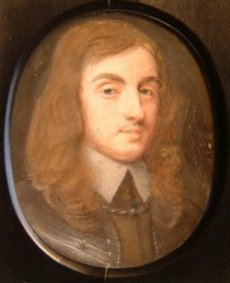
John Leslie, 1. Duke of Rothes

## Weitere Titel
Der 7. Earl wurde am 29. Mai 1680 zum Duke of Rothes erhoben. Zusammen mit dem Dukedom wurden ihm die nachgeordneten Titel Marquess of Ballinbriech, Earl of Leslie, Viscount of Lugtoun sowie Lord Auchmotie and Caskieberry verliehen. Diese Titel gehörten ebenfalls zur Peerage of Scotland und erloschen bei seinem Tod am 27. Juli 1681.

## Liste der Earls und Dukes of Rothes

### Earls of Rothes (um 1457)
- George Leslie, 1. Earl of Rothes (um 1417–1490)
- George Leslie, 2. Earl of Rothes († 1513)
- William Leslie, 3. Earl of Rothes († 1513)
- George Leslie, 4. Earl of Rothes († 1558)
- Andrew Leslie, 5. Earl of Rothes († 1611)
- John Leslie, 6. Earl of Rothes († 1641)
- John Leslie, 1. Duke of Rothes, 7. Earl of Rothes (um 1630–1681)
- Margaret Leslie, 8. Countess of Rothes († 1700)
- John Hamilton-Leslie, 9. Earl of Rothes († 1722)
- John Leslie, 10. Earl of Rothes († 1767)
- John Leslie, 11. Earl of Rothes (1744–1773)
- Jane Leslie, 12. Countess of Rothes (1750–1810)
- George Evelyn-Leslie, 13. Earl of Rothes (1768–1817)
- Henrietta Evelyn-Leslie, 14. Countess of Rothes (1790–1819)
- George Leslie, 15. Earl of Rothes (1809–1841)
- George Leslie, 16. Earl of Rothes (1835–1859)
- Henrietta Leslie, 17. Countess of Rothes (1832–1886)
- Mary Leslie, 18. Countess of Rothes (1811–1893)
- Norman Leslie, 19. Earl of Rothes (1877–1927)
- Malcolm Leslie, 20. Earl of Rothes (1902–1974)
- Ian Leslie, 21. Earl of Rothes (1932–2005)
- James Leslie, 22. Earl of Rothes (* 1958)

Mutmaßlicher Titelerbe (Heir Presumptive) ist der Bruder des aktuellen Titelinhabers, Alexander Leslie (* 1962).